# Кенхунг
Кенхунг — держава, що існувала в часи середньовіччя на території сучасної Сішуанбаньна-Дайської автономної префектури китайської провінції Юньнань.

## Історія
Державу народу ли було створено наприкінці XII століття. Після монгольського завоювання держави Далі вона стала васалом створеної монголами на китайських землях імперії Юань. Коли наприкінці XIII століття Менграй Великий заснував державу Ланна, то зробив Кенхунг своїм данником.
У XVI столітті Баїннаун підкорив значну частину Індокитаю, й ті землі також потрапили під владу династії Таунгу. Бірманці розділили територію Кенхунгу на 12 адміністративних одиниць, що отримали назву «пан». мовою лі «12 пан» звучить як «сіпсонг пханна» (китайською — «Сішуанбаньна»).
Після розпаду бірманської імперії Кенхунг залишався об'єктом нападів як бірманців, так і тайців, а у XVIII столітті став ареною бірмансько-китайських воєн. Кенхунг став васалом імперії Цін, і ті землі поступово інтегрувались до складу китайської провінції Юньнань.